# Kommandant der Seeverteidigung S
Der Kommandant der Seeverteidigung S, kurz Seekommandant S, war ein regionaler Küstenbefehlshaber der deutschen Kriegsmarine im Zweiten Weltkrieg.
Der Seekommandant S wurde später Seekommandant Kreta.

## Geschichte
Der Seekommandant S wurde im Juni 1941 aufgestellt und dem Admiral Ägäis unterstellt. Im gleichen Monat erfolgte bereits die Einsetzung und die Umbenennung in Kommandant der Seeverteidigung Kreta. Der Befehlsbereich war die Insel Kreta.
Im Juni 1941 entstand in Chania auf Kreta der Kommandant der Seeverteidigung Kreta. Die Einheiten der Dienststelle kamen gegen Partisanen und britische Kommandotruppen zum Einsatz.
Im Oktober 1944 wurde die Dienststelle aufgelöst. Die verbleibenden Einheiten der ehemaligen Dienststelle blieben auf Kreta und wurden für die Aufstellung des Marinebataillons Kreta herangezogen, welches bis Kriegsende unter das Kommando von Kapitänleutnant (MA) d. R. Hass kam. Das Marinebataillon Kreta und die Marine-Artillerie-Abteilung 520 kam unter den Kommandanten des Festen Platzes Kreta, Generalmajor Benthack.

## Unterstellte Dienststellen und Verbände
Dem Seekommandanten waren folgende Verbände und Dienststellen unterstellt:
- Marine-Artillerie-Abteilung 520
- Hafenkommandant Chania mit Hafenkompanie
- Hafenkommandant Suda mit Hafenkompanie
- Hafenkommandant Nicolaos mit Hafenkompanie
- Hafenkommandant Iraklion mit Hafenkompanie

## Seekommandanten
- Kapitän zur See Heyn: von der Aufstellung bis September 1941
- Kapitän zur See Werner Goette: von September 1941 bis April 1942, später Kommandant der Seeverteidigung Stavanger
- Kapitän zur See Dothias Wiarda: von April 1942 bis Juni 1944, später Kommandant der Seeverteidigung Molde
- Kapitän zur See Kurt Weyher: von Juni 1944 bis zur Auflösung